# Jacqueline Zoch
Jacqueline Jean „Jackie“ Zoch (* 8. Juni 1949 in Madison, Wisconsin) ist eine ehemalige Ruderin aus den Vereinigten Staaten, die 1976 Olympiadritte mit dem Achter wurde. 

## Karriere
Die 1,80 m große Jacqueline Zoch rückte 1976 als Schlagfrau in den Achter der Vereinigten Staaten. Der neu besetzte Achter erreichte bei den Olympischen Spielen 1976 in Montreal den dritten Platz hinter den Booten aus der DDR und der Sowjetunion. Im Jahr darauf belegte sie mit dem Vierer mit Steuerfrau den neunten Platz bei den Weltmeisterschaften 1977.
Jacqueline Zoch arbeitete nach einem Studium an der University of Wisconsin als Lehrerin.